# Savaş Demiral
Savaş Demiral (* 28. Juni 1961 in Zonguldak) ist ein ehemaliger türkischer Fußballspieler und -trainer. In seiner dreijährigen Tätigkeit bei Galatasaray war er an einigen der wichtigsten Erfolge der Vereinsgeschichte beteiligt und wird deswegen mit diesem Verein assoziiert. Da bei seinem Wechsel zu Galatasaray mit dem Deutschtürken Savaş Koç ein weiterer Savaş sich im Mannschaftskader befand und dieser jünger war, wurde Koç fortan als der Küçük Savaş (dt.: Der kleine Savaş) bezeichnet und Demiral als Büyük Savaş (dt.: Der große Savaş).

## Spielerkarriere

### Zonguldakspor
Demiral begann mit dem Vereinsfußball in der Nachwuchsabteilung von Zonguldakspor, der Erstligamannschaft seiner Heimatstadt Zonguldak. 1979 wurde er vom Cheftrainer der Profimannschaft, von Gündüz Tekin Onay, in den Kader der ersten Männermannschaft des Vereins aufgenommen. Sein Profidebüt gab er am 11. November 1979 in der Erstligapartie gegen Fenerbahçe Istanbul. Bis zum Saisonende absolvierte er neun weitere Ligaspiele. Seine Mannschaft beendete diese Spielzeit völlig überraschend auf dem dritten Tabellenplatz und erreichte damit die beste Erstligaplatzierung der Vereinsgeschichte. Demiral hatte als defensiver Abwehrspieler daran Anteil, dass seine Mannschaft mit 19 Gegentoren nach dem Meister Trabzonspor die Mannschaft mit den wenigsten Gegentoren wurde. In der nächsten Spielzeit festigte Demiral weiter seine Stellung innerhalb der Mannschaft und stieg dadurch zum U-21-Nationalspieler auf. Sein Team beendete die Saison auf dem siebten Tabellenplatz und blieb hinter der Vorjahresleistung zurück. In der Saison 1981/82 fand die Mannschaft wieder zu alter Stärke zurück und beendete die Saison auf dem vierten Tabellenplatz. Damit wurde die zweitbeste Erstligaplatzierung der Vereinsgeschichte erreicht. Demiral zählte in dieser Spielzeit zu den wichtigsten Spielern seiner Mannschaft. Die nachfolgenden Jahre blieb Demirals Mannschaft hinter den Erwartungen zurück.

### Samsunspor
Im Sommer 1985 verließ Demiral zusammen mit seinem Teamkollegen Muzaffer Badalıoğlu Zonguldakspor und wechselte innerhalb der 1. Lig zum Aufsteiger Samsunspor. Demiral etablierte sich bei seinem Verein auf Anhieb als Stammspieler. 
In die 1. Lig aufgestiegen avancierte Demirals Team zur Überraschungsmannschaft der Erstligasaison 1985/86. Die Mannschaft beendete die Saison auf dem dritten Tabellenplatz und erzielte dadurch die beste Erstligaplatzierung der Vereinsgeschichte. Besonders gegenüber den größeren Vereinen zeigt die Mannschaft z. T. deutliche Überlegenheit. So wurde der amtierende Meister Fenerbahçe Istanbul zuhause mit 4:0 klar geschlagen und auch auswärts mit 1:0 besiegt. Demiral stach als einer der Leistungsträger der Mannschaft hervor und stieg in dieser Saison auch zum türkischen A-Nationalspieler auf. In der nächsten Saison spielte der Klub auch lange Zeit um die Meisterschaft mit, verpasste erst in den letzten Wochen den Anschluss an die beiden weiteren Meisterschaftsaspiranten Galatasaray Istanbul und Beşiktaş Istanbul. Im Türkischen Fußballpokal erreichte Demirals Mannschaft das Finale. Im Halbfinale setzte sich die Mannschaft gegen Fenerbahçe durch. Im Pokalfinale unterlag die Mannschaft Sakaryaspor und beendete die Saison auf dem vierten Tabellenplatz. Demiral, der sich in dieser Saison zusammen mit einigen Teamkollegen zu den Shootingstars der Saison etabliert hatte, war einer der gefragtesten Spieler der Sommertransferperiode.

### Galatasaray Istanbul
Auf Direktive seines Cheftrainers Jupp Derwall versuchte Galatasaray Demiral und dessen Teamkollegen Tanju Çolak zu verpflichten. Obwohl Demiral mehrere Angebote vorlagen, entschied er sich für das Angebot von Galatasaray. So wechselte er zusammen mit seinem Teamkollegen Tanju Çolak zu den Istanbulern. Galatasaray zahlte dabei für Demiral an Samsunspor eine Ablösesumme von 100 Millionen Türkische Lira. Zur anstehenden Saison übergab Derwall sein Amt an seinen Co-Trainer Mustafa Denizli. Unter diesem Trainer eroberte sich Demiral auf Anhieb einen Stammplatz. Zum Saisonende wurde er mit seiner Mannschaft mit der Rekordpunktzahl von 90 Punkten türkischer Meister. Zum Tabellenzweiten Beşiktaş erzielte man eine Punktedifferenz von 12 Punkten. 
In der Saison 1988/89 verpasste man weit abgeschlagen die Meisterschaft. Dafür sorgte man auf internationaler Bühne für Aufsehen. Zu dieser Zeit war es die Regel, dass türkische Mannschaften in den Europapokalwettbewerben in den ersten beiden Runden ausschieden. Galatasaray schaffte es im Europapokal der Landesmeister 1988/89 völlig überraschend bis ins Halbfinale. In der ersten Runde traf Demirals Mannschaft auf den Österreichischen Meister Rapid Wien. Im Hinspiel Unterlag Galatasaray mit 1:2. Demiral erzielte in dieser Partie nach der 2:0-Führung der Wiener in der 81. Minute mit einem ansehnlichen Distanzschuss den Anschlusstreffer seiner Mannschaft und sicherte seiner Mannschaft den im K.-o.-System wichtigen Auswärtstreffer. Im Rückspiel setzte sich Demirals Mannschaft mit 2:0 gegen Rapid durch und erreichte das Viertelfinale. Im Viertelfinale traf die Mannschaft auf den Schweizer Meister Neuchâtel Xamax. Besonders das Rückspiel gegen Neuchatel wird seitens des Vereins als legendär aufgefasst. Zuerst verlor man in der zweiten Runde das Hinspiel mit 3:0. Das Rückspiel in Istanbul gewann man sensationell mit 5:0 und kam ins Viertelfinale des Europapokals der Landesmeister. Hier traf man auf den amtierenden französischen Meister AS Monaco. Auch hier setzte man sich überraschend durch und schied erst im Halbfinale gegen Steaua Bukarest aus. Demiral spielte dabei in fast allen Begegnungen über die volle Distanz. Trotz dieser Erfolge entschied die Vereinsführung, Denizli durch den deutschen Trainer Sigfried Held zu ersetzen. Dieser blieb weit hinter den Erwartungen zurück und ließ aber Demiral bis auf einige Ausnahmen immer spielen. So reagierte die Vereinsführung ein weiteres Mal und verpflichtete zur Saison 1990/91 ein zweites Mal Mustafa Denizli. Unter Denizli startete Demiral wie gewohnt bei Galatasaray in die neue Saison, wurde aber bereits im Oktober 1990 an Konyaspor ausgeliehen.

### Malatyaspor, Sakaryaspor und Küçükçekmecespor
Auch in der Saison 1991/92 begann er die Saison bei Galatasaray, wechselte aber ersten Spieltagen zum Zweitligisten Malatyaspor. Nachdem er eine Saison für diesen Klub gespielt hatte, zog er nach einer Woche zu Sakaryaspor weiter. Bei diesem Verein stand er bis ins Jahr 1994 unter Vertrag und verbrachte die letzte Saison als Ausleihspieler bei Küçükçekmecespor. Anschließend beendete er seine Karriere.
2001 gab er bei Küçükçekmecespor als Amateurspieler ein Comeback. 2003 spielte er noch kurze Zeit bei dem Istanbuler Amateurklub Kanarya SK und beendete anschließend zum zweiten Mal seine Karriere.

### Nationalmannschaft
Demiral begann seine Länderspielkarriere mit einem Einsatz für die Türkische U-21-Nationalmannschaft. Nach zwei weiteren Spielen für die U-21, wurde er vom türkischen Nationaltrainer Coşkun Özarı in den Kader der türkischen Nationalmannschaft nominiert. Im Testspiel gegen die Schweiz gab er dann sein Länderspieldebüt. Bis ins Jahr 1990 absolvierte Demiral zehn weitere A-Länderspiele.
Zwischenzeitlich spielte Demiral auch für die Olympiaauswahl seines Landes und absolvierte für diese insgesamt drei Spiele.

## Trainerkarriere
Demiral übernahm im Sommer 2005 den Viertligisten Beylerbeyi SK, der damaligen Zweitmannschaft von Galatasaray Istanbul. Vor dem Start der Rückrunde verließ Demiral wieder diesen Verein. Später trainierte er noch die Amateurverein Edremit Belediyespor und Karacabeyspor.

## Erfolge

### Als Spieler
Mit Zonguldakspor
- Tabellendritter der Süper Lig: 1979/80
- Tabellenvierter der Süper Lig: 1981/82

Mit Samsunspor
- Tabellendritter der Süper Lig: 1985/86, 1986/87

Mit Galatasaray Istanbul
- Türkischer Meister: 1987/88
- Präsidenten-Pokalspieler: 1987, 1988
- Premierminister-Pokalsieger: 1989/90
- TSYD-Istanbul-Pokalsieger: 1987/88, 1991/92